# Yuji Yokoyama
Yuji Yokoyama (横山 雄次 Yokoyama Yuji?), född 6 juli 1969 i Saitama prefektur, är en japansk före detta fotbollsspelare.
Yokoyama började sin karriär 1992 i Hitachi (Kashiwa Reysol). 1998 flyttade han till Avispa Fukuoka. Efter Avispa Fukuoka spelade han för Omiya Ardija. Han avslutade karriären 2000.